# Караново (Сливенская область)
Караново (болг. Караново) — село в Болгарии. Находится в Сливенской области, входит в общину Нова-Загора. Население составляет 944 человека.

## Политическая ситуация
В местном кметстве Караново, в состав которого входит Караново, должность кмета (старосты) исполняет Денё Кынев Денев (независимый) по результатам выборов правления кметства.
Кмет (мэр) общины Нова-Загора — Николай Георгиев Грозев (Граждане за европейское развитие Болгарии (ГЕРБ)) по результатам выборов в правление общины.

## Археология
Караново известно холмом с остатками древних поселений, стратиграфия которого положена в основу периодизации неолита и энеолита Болгарии. На этом холме проводились раскопки в 1936 году и 1947—1957 гг. Василом Миковым и Георги Георгиевым. Всего здесь насчитывается 7 основных культурных слоев (хотя по В. Микову — всего 5) общей мощностью около 13,5 м:
- Караново I и II — ранний неолит;
- Караново III — средний неолит;
- Караново IV — поздний неолит;
- Караново V — ранний энеолит;
- Караново VI — поздний энеолит;
- Караново VII — ранний бронзовый век.

### Культура Караново I
Нижний слой, называемый Караново I, относят к ранненеолитической культуре Караново VI—V тыс. до н. э., найдена керамика с белой росписью по красному фону, роговые серпы с кремнёвыми вкладышами, зернотёрки и остатки прямоугольных жилищ с печами.

### Культура Веселиново
3-й слой (середина V тысячелетия до н. э.) — создан поздненеолитической культурой Веселиново, характеризуется чёрной и серой лощёной керамикой и сосудами на 4 ножках.

### Культура Марица
5-й слой (начало VI тысячелетия до н. э.) относят к культуре Марица, обнаружена серая керамика с углублённым орнаментом, заполненным белой пастой.

### Культура Гумельница
6-й слой (середина VI тысячелетия до н. э.) принадлежит к болгарскому варианту культуры Гумельница; найдены остатки домов с печами, запасами зерна и керамикой, украшенной графитной росписью.

### Ранний бронзовый век
7-й слой (III тысячелетие до н. э.) относится к культуре раннего бронзового века. Характерны остатки домов с апсидами, чёрная и коричневая керамика с шнуровым орнаментом.